# Mario Santana
Mario Alberto Santana (født 23. december 1981 i Comodoro Rivadavia, Argentina) er en argentinsk fodboldspiller, der spiller som Midtbanespiller for italienske Pro Patria. Tidligere har han repræsenteret San Lorenzo i hjemlandet samt blandt andet Venezia, Palermo, Napoli, Torino og Chievo i Italien.
Santana spillede fra 2004-2005 syv kampe og scorede ét mål for det argentinske landshold. Han var en del af landets trup til Confederations Cup 2005.